# Douzième circonscription du Nord de 1958 à 2012
La douzième circonscription du Nord était l'une des 24 circonscriptions législatives françaises que compte le département du Nord.
Lors du recensement général de la population en 1999, réalisé par l'Institut National de la Statistique et des Études Économiques (INSEE), la population totale de cette circonscription est estimée à 102 128 habitants,.

## Description géographique

### De 1958 à 1986

Carte de la douzième circonscription du Nord en 1958

À la suite de l'ordonnance n°58-945 du 13 octobre 1958 relative à l'élection des députés à l'assemblée nationale, la Douzième circonscription du Nord était créée et regroupait les divisions administratives suivantes : 
- Canton de Bergues
- canton de Bourbourg
- canton de Cassel
- canton d'Hondschoote
- canton de Steenvoorde
- canton de Wormhout[4].

### De 1988 à 2010
Par la loi no 86-1197 du 24 novembre 1986
, et regroupait les divisions administratives suivantes : 
- Canton de Dunkerque-Ouest (moins la partie de la commune de Dunkerque située à l'est d'une ligne définie par la limite de la commune de Saint-Pol-sur-Mer et l'axe des voies ci-après : avenue de Petite-Synthe, rue du 11-Novembre-1918, pont du Mail et canal de Bourbourg jusqu'à la limite de la commune de Coudekerque-Branche)
- canton de Grande-Synthe
- canton de Gravelines.

À la suite de l'ordonnance no 2009-935 du 29 juillet 2009, ratifiée par le Parlement français le 21 janvier 2010, la composition de cette circonscription a été intégralement modifiée. Elle regroupe désormais les divisions administratives suivantes : 
- Canton d'Avesnes-sur-Helpe-Sud
- canton de Berlaimont
- canton de Carnières
- canton d'Hautmont
- canton de Landrecies
- canton du Quesnoy-Est
- canton du Quesnoy-Ouest
- canton de Solesmes.

## Historique des députations
| Législature | Début de mandat  | Fin de mandat    | Député            | Parti politique | Observations |
| ----------- | ---------------- | ---------------- | ----------------- | --------------- | --- |
| Ire         | 9 décembre 1958  | 9 octobre 1962   | Paul Reynaud      | CNI             | Mandat écourté à la suite d'une dissolution parlementaire décidée par Charles de Gaulle.                                                                       |
| IIe         | 6 décembre 1962  | 2 avril 1967     | Jules Houcke      | UNR             | |
| IIIe        | 3 avril 1967     | 30 mai 1968      | Maurice Cornette  | RPR             | Mandat écourté à la suite d'une dissolution parlementaire décidée par Charles de Gaulle.                                                                       |
| IVe         | 11 juillet 1968  | 1er avril 1973   | Maurice Cornette  | RPR             | |
| Ve          | 2 avril 1973     | 2 avril 1978     | Maurice Cornette  | RPR             | |
| VIe         | 3 avril 1978     | 22 mai 1981      | Maurice Cornette  | RPR             | Mandat écourté à la suite d'une dissolution parlementaire décidée par François Mitterrand.                                                                     |
| VIIe        | 2 juillet 1981   | 15 novembre 1983 | Maurice Cornette, | RPR,            | Décédé en cours de mandat |
| VIIe        | 15 novembre 1983 | 1er avril 1986   | Charles Paccou,   | RPR,            | Décédé en cours de mandat |
| VIIIe       | 2 avril 1986     | 14 mai 1988      | Charles Paccou    | RPR             | Proportionnelle par département, pas de député par circonscription. Mandat écourté à la suite d'une dissolution parlementaire décidée par François Mitterrand. |
| IXe         | 23 juin 1988     | 1er avril 1993   | Albert Denvers    | PS              | |
| Xe          | 2 avril 1993     | 21 avril 1997    | Régis Fauchoit    | PRG             | Mandat écourté à la suite d'une dissolution parlementaire décidée par Jacques Chirac.                                                                          |
| XIe         | 12 juin 1997     | 18 juin 2002     | Jean Le Garrec    | PS              | |
| XIIe        | 19 juin 2002     | 19 juin 2007     | Jean Le Garrec    | PS              | |
| XIIIe       | 20 juin 2007     | 19 juin 2012     | Christian Hutin   | MRC             | |

## Historiques des élections

### Élections de 1958
| Candidat       | Candidat         | Parti          | Premier tour | Premier tour | Second tour | Second tour |  |
| Candidat       | Candidat         | Parti          | Voix         | %            | Voix        | %           |  |
| -------------- | ---------------- | -------------- | ------------ | ------------ | ----------- | ----------- |  |
|                | Paul Reynaud élu | CNIP           | 15 082       | 40,36        | 20 615      | 56,49       |  |
|                | Marcel Darou     | SFIO           | 11 576       | 30,98        | 15 879      | 43,51       |  |
|                | Henri Billiaert  | MRP            | 6 912        | 18,5         | Retrait     | Retrait     |  |
|                | Michel Henri     | PCF            | 2 046        | 5,47         | Retrait     | Retrait     |  |
|                | Robert Warin     | Extrême droite | 1 754        | 4,69         |             |             |  |
|                |                  |                |              |              |             |             |  |
| Inscrits       | Inscrits         | Inscrits       | 43 230       | 100,00       | 43 230      | 100,00      |  |
| Abstentions    | Abstentions      | Abstentions    | 4 893        | 11,32        | 5 381       | 12,45       |  |
| Votants        | Votants          | Votants        | 38 337       | 88,68        | 37 849      | 87,55       |  |
| Blancs et nuls | Blancs et nuls   | Blancs et nuls | 967          | 2,52         | 1 355       | 3,58        |  |
| Exprimés       | Exprimés         | Exprimés       | 37 370       | 97,48        | 36 494      | 96,42       |  |

Le suppléant de Paul Reynaud était Jacques Van den Bavière, cultivateur, maire de Hoymille.

### Élections de 1962
|                | Jules Houcke élu         | UNR-UDT        | 21 322 | 61,47  |  |  |  |
|                | Paul Reynaud sortant     | CNIP           | 6 665  | 19,21  |  |  |  |
|                | Ivan Ginioux             | PSU            | 3 157  | 9,1    |  |  |  |
|                | Michel Henri             | PCF            | 2 813  | 8,11   |  |  |  |
|                | Bernard Moccelin         | UFF            | 475    | 1,37   |  |  |  |
|                | Emmanuel Beau de Loménie | Extrême droite | 256    | 0,74   |  |  |  |
|                |                          |                |        |        |  |  |  |
| Inscrits       | Inscrits                 | Inscrits       | 42 415 | 100,00 |  |  |  |
| Abstentions    | Abstentions              | Abstentions    | 6 418  | 15,13  |  |  |  |
| Votants        | Votants                  | Votants        | 35 997 | 84,87  |  |  |  |
| Blancs et nuls | Blancs et nuls           | Blancs et nuls | 1 309  | 3,64   |  |  |  |
| Exprimés       | Exprimés                 | Exprimés       | 34 688 | 96,36  |  |  |  |

Le suppléant de Jules Houcke était Maurice Cornette, docteur vétérinaire, conseiller municipal de Bergues.

### Élections de 1967
| Candidat       | Candidat             | Parti          | Premier tour | Premier tour | Second tour | Second tour |  |
| Candidat       | Candidat             | Parti          | Voix         | %            | Voix        | %           |  |
| -------------- | -------------------- | -------------- | ------------ | ------------ | ----------- | ----------- |  |
|                | Maurice Cornette élu | UD-Ve          | 11 667       | 32,03        | 19 053      | 55,27       |  |
|                | Octave Bajeux        | CD (PDM)       | 9 190        | 25,23        | Retrait     | Retrait     |  |
|                | Jean Varlet          | FGDS (SFIO)    | 9 081        | 24,93        | 15 422      | 44,73       |  |
|                | Jean-Paul Bataille   | RI             | 3 633        | 9,98         |             |             |  |
|                | André Berteloot      | PCF            | 2 214        | 6,08         |             |             |  |
|                | Marius Tillard       | Modérés        | 635          | 1,74         |             |             |  |
|                |                      |                |              |              |             |             |  |
| Inscrits       | Inscrits             | Inscrits       | 40 956       | 100,00       | 40 953      | 100,00      |  |
| Abstentions    | Abstentions          | Abstentions    | 3 748        | 9,15         | 4 344       | 10,61       |  |
| Votants        | Votants              | Votants        | 37 208       | 90,85        | 36 609      | 89,39       |  |
| Blancs et nuls | Blancs et nuls       | Blancs et nuls | 788          | 2,12         | 2 134       | 5,83        |  |
| Exprimés       | Exprimés             | Exprimés       | 36 420       | 97,88        | 34 475      | 94,17       |  |

Le suppléant de Maurice Cornette était Jules Houcke, député sortant.

### Élections de 1968
|                | Maurice Cornette sortant réélu | UDR (URP)      | 22 709 | 62,61  |  |  |  |
|                | Jean Varlet                    | FGDS (SFIO)    | 9 486  | 26,15  |  |  |  |
|                | André Berteloot                | PCF            | 2 058  | 5,67   |  |  |  |
|                | Marius Tillard                 | Modérés        | 2 019  | 5,57   |  |  |  |
|                |                                |                |        |        |  |  |  |
| Inscrits       | Inscrits                       | Inscrits       | 40 752 | 100,00 |  |  |  |
| Abstentions    | Abstentions                    | Abstentions    | 3 656  | 8,97   |  |  |  |
| Votants        | Votants                        | Votants        | 37 096 | 91,03  |  |  |  |
| Blancs et nuls | Blancs et nuls                 | Blancs et nuls | 824    | 2,22   |  |  |  |
| Exprimés       | Exprimés                       | Exprimés       | 36 272 | 97,78  |  |  |  |

Le suppléant de Maurice Cornette était Pierre Delmer, conseiller municipal de Bourbourg.

### Élections de 1973
| Candidat       | Candidat                       | Parti          | Premier tour | Premier tour | Second tour | Second tour |  |
| Candidat       | Candidat                       | Parti          | Voix         | %            | Voix        | %           |  |
| -------------- | ------------------------------ | -------------- | ------------ | ------------ | ----------- | ----------- |  |
|                | Maurice Cornette sortant réélu | UDR (URP)      | 16 042       | 43,11        | 21 206      | 57,66       |  |
|                | Jean Varlet                    | PS (UGSD)      | 11 269       | 30,29        | 15 569      | 42,34       |  |
|                | Charles de Clermont-Tonnerre   | MR             | 3 577        | 9,61         |             |             |  |
|                | André Berteloot                | PCF            | 2 863        | 7,69         |             |             |  |
|                | Marc Vandenbeusch              | Divers droite  | 1 884        | 5,06         |             |             |  |
|                | Marius Tillard                 | Divers droite  | 1 574        | 4,23         |             |             |  |
|                |                                |                |              |              |             |             |  |
| Inscrits       | Inscrits                       | Inscrits       | 42 202       | 100,00       | 42 202      | 100,00      |  |
| Abstentions    | Abstentions                    | Abstentions    | 3 963        | 9,39         | 4 297       | 10,18       |  |
| Votants        | Votants                        | Votants        | 38 239       | 90,61        | 37 905      | 89,82       |  |
| Blancs et nuls | Blancs et nuls                 | Blancs et nuls | 1 030        | 2,69         | 1 130       | 2,98        |  |
| Exprimés       | Exprimés                       | Exprimés       | 37 209       | 97,31        | 36 775      | 97,02       |  |

Le suppléant de Maurice Cornette était Charles Paccou, conseiller général du canton de Cassel, maire d'Arnèke.

### Élections de 1978
| Candidat       | Candidat                       | Parti          | Premier tour | Premier tour | Second tour | Second tour |  |
| Candidat       | Candidat                       | Parti          | Voix         | %            | Voix        | %           |  |
| -------------- | ------------------------------ | -------------- | ------------ | ------------ | ----------- | ----------- |  |
|                | Maurice Cornette sortant réélu | RPR            | 19 180       | 43,07        | 25 460      | 56,86       |  |
|                | Michel Nicolet                 | PS             | 13 380       | 30,04        | 19 318      | 43,14       |  |
|                | Charles de Clermont-Tonnerre   | UDF (PR)       | 5 165        | 11,6         |             |             |  |
|                | Nicole Sename                  | PCF            | 4 259        | 9,56         |             |             |  |
|                | Dominique Guidon               | LO             | 1 525        | 3,42         |             |             |  |
|                | Marc Vandenbeusch-Schallier    | Divers droite  | 617          | 1,39         |             |             |  |
|                | Daniel Desprez                 | Divers (GO)    | 411          | 0,92         |             |             |  |
|                |                                |                |              |              |             |             |  |
| Inscrits       | Inscrits                       | Inscrits       | 50 308       | 100,00       | 50 307      | 100,00      |  |
| Abstentions    | Abstentions                    | Abstentions    | 4 608        | 9,16         | 4 570       | 9,08        |  |
| Votants        | Votants                        | Votants        | 45 700       | 90,84        | 45 737      | 90,92       |  |
| Blancs et nuls | Blancs et nuls                 | Blancs et nuls | 1 163        | 2,54         | 959         | 2,1         |  |
| Exprimés       | Exprimés                       | Exprimés       | 44 537       | 97,46        | 44 778      | 97,9        |  |

Le suppléant de Maurice Cornette était Charles Paccou.

### Élections de 1981
| Candidat       | Candidat                       | Parti          | Premier tour | Premier tour | Second tour | Second tour |  |
| Candidat       | Candidat                       | Parti          | Voix         | %            | Voix        | %           |  |
| -------------- | ------------------------------ | -------------- | ------------ | ------------ | ----------- | ----------- |  |
|                | Pierre-Jean Leprêtre           | PS             | 16 688       | 37,81        | 22 308      | 49,05       |  |
|                | Maurice Cornette sortant réélu | RPR (UNM)      | 15 148       | 34,32        | 23 175      | 50,95       |  |
|                | Jean-Paul Bataille             | Divers droite  | 8 335        | 18,88        | Retrait     | Retrait     |  |
|                | Bernard Lamirand               | PCF            | 2 712        | 6,14         |             |             |  |
|                | Jean-Claude Bruneel            | MÉP            | 1 254        | 2,84         |             |             |  |
|                |                                |                |              |              |             |             |  |
| Inscrits       | Inscrits                       | Inscrits       | 53 705       | 100,00       | 53 704      | 100,00      |  |
| Abstentions    | Abstentions                    | Abstentions    | 8 897        | 16,57        | 7 376       | 13,73       |  |
| Votants        | Votants                        | Votants        | 44 808       | 83,43        | 46 328      | 86,27       |  |
| Blancs et nuls | Blancs et nuls                 | Blancs et nuls | 671          | 1,5          | 845         | 1,82        |  |
| Exprimés       | Exprimés                       | Exprimés       | 44 137       | 98,5         | 45 483      | 98,18       |  |

Le suppléant de Maurice Cornette était Charles Paccou. Charles Paccou remplaça Maurice Cornette, décédé, du 15 novembre 1983 au 1er avril 1986.

### Élections de 1988
|                | Albert Denvers élu | PS             | 25 105 | 59,15  |  |  |  |
|                | Pierre Carpentier  | RPR (URC)      | 7 287  | 17,17  |  |  |  |
|                | Pierre Duriez      | FN             | 4 808  | 11,33  |  |  |  |
|                | Jacques Michon     | PCF            | 4 097  | 9,65   |  |  |  |
|                | Gilbert Dalmasso   | Extrême gauche | 1 146  | 2,7    |  |  |  |
|                |                    |                |        |        |  |  |  |
| Inscrits       | Inscrits           | Inscrits       | 65 695 | 100,00 |  |  |  |
| Abstentions    | Abstentions        | Abstentions    | 21 791 | 33,17  |  |  |  |
| Votants        | Votants            | Votants        | 43 904 | 66,83  |  |  |  |
| Blancs et nuls | Blancs et nuls     | Blancs et nuls | 1 461  | 3,33   |  |  |  |
| Exprimés       | Exprimés           | Exprimés       | 42 443 | 96,67  |  |  |  |

La suppléante d'Albert Denvers était Monique Denise, enseignante.

### Élections de 1993
| Candidat       | Candidat           | Parti          | Premier tour | Premier tour | Second tour | Second tour |  |
| Candidat       | Candidat           | Parti          | Voix         | %            | Voix        | %           |  |
| -------------- | ------------------ | -------------- | ------------ | ------------ | ----------- | ----------- |  |
|                | Michel Delebarre   | PS (ADFP)      | 8 519        | 18,67        | 14 254      | 32,79       |  |
|                | Régis Fauchoit élu | Divers gauche  | 7 203        | 15,79        | 29 212      | 67,21       |  |
|                | Christian Hutin    | RPR (UPF)      | 7 089        | 15,54        |             |             |  |
|                | Philippe Eymery    | FN             | 6 266        | 13,74        |             |             |  |
|                | Gaston Tirmarche   | diss. PS       | 5 948        | 13,04        |             |             |  |
|                | Marcel Lefèvre     | Les Verts (EÉ) | 3 454        | 7,57         |             |             |  |
|                | Gérard Miroux      | PCF            | 2 553        | 5,6          |             |             |  |
|                | Georges Boutelier  | LT-LNÉ         | 2 012        | 4,41         |             |             |  |
|                | Jacques Volant     | LO             | 893          | 1,96         |             |             |  |
|                | Dominique Delevoye | PT             | 660          | 1,45         |             |             |  |
|                | André Herin        | Divers droite  | 475          | 1,05         |             |             |  |
|                | Nourredine Henni   | Divers         | 383          | 0,84         |             |             |  |
|                | Gérard Lust        | Divers droite  | 163          | 0,36         |             |             |  |
|                |                    |                |              |              |             |             |  |
| Inscrits       | Inscrits           | Inscrits       | 66 652       | 100,00       | 66 653      | 100,00      |  |
| Abstentions    | Abstentions        | Abstentions    | 18 063       | 27,1         | 18 609      | 27,92       |  |
| Votants        | Votants            | Votants        | 48 589       | 72,9         | 48 044      | 72,08       |  |
| Blancs et nuls | Blancs et nuls     | Blancs et nuls | 2 971        | 6,11         | 4 578       | 9,53        |  |
| Exprimés       | Exprimés           | Exprimés       | 45 618       | 93,89        | 43 466      | 90,47       |  |

Le suppléant de Régis Fauchoit était René Ovion, directeur d'école à Grande-Synthe.

### Élections de 1997
| Candidat       | Candidat               | Parti             | Premier tour | Premier tour | Second tour | Second tour |  |
| Candidat       | Candidat               | Parti             | Voix         | %            | Voix        | %           |  |
| -------------- | ---------------------- | ----------------- | ------------ | ------------ | ----------- | ----------- |  |
|                | Jean Le Garrec élu     | PS                | 10 782       | 23,75        | 28 158      | 64,25       |  |
|                | Patrick Lorant         | FN                | 10 342       | 22,78        | 15 665      | 35,75       |  |
|                | Christian Hutin        | Divers droite     | 8 192        | 18,05        |             |             |  |
|                | Régis Fauchoit sortant | Divers gauche     | 6 047        | 13,32        |             |             |  |
|                | Didier Liennart        | PCF               | 3 739        | 8,24         |             |             |  |
|                | Dominique Wailly       | LO                | 2 396        | 5,28         |             |             |  |
|                | Daniel Dusart          | LDI (MPF)         | 967          | 2,13         |             |             |  |
|                | Bernard De Veylder     | Les Verts         | 900          | 1,98         |             |             |  |
|                | Nicole Castelain       | LT-LNÉ            | 594          | 1,31         |             |             |  |
|                | François Romano        | GÉ                | 522          | 1,15         |             |             |  |
|                | Jean-Marie Dubois      | MÉI               | 475          | 1,05         |             |             |  |
|                | Jean-Claude Moret      | Divers écologiste | 436          | 0,96         |             |             |  |
|                |                        |                   |              |              |             |             |  |
| Inscrits       | Inscrits               | Inscrits          | 67 333       | 100,00       | 67 333      | 100,00      |  |
| Abstentions    | Abstentions            | Abstentions       | 19 367       | 28,76        | 18 751      | 27,85       |  |
| Votants        | Votants                | Votants           | 47 966       | 71,24        | 48 582      | 72,15       |  |
| Blancs et nuls | Blancs et nuls         | Blancs et nuls    | 2 574        | 5,37         | 4 759       | 9,8         |  |
| Exprimés       | Exprimés               | Exprimés          | 45 392       | 94,63        | 43 823      | 90,2        |  |

Le suppléant de Jean Le Garrec était Jean-Claude Delalonde, directeur de polyclinique, maire de Loon-Plage, élu conseiller général du canton de Gravelines en 1998.

### Élections de 2002
| Candidat       | Candidat                     | Parti             | Premier tour | Premier tour | Second tour | Second tour |  |
| Candidat       | Candidat                     | Parti             | Voix         | %            | Voix        | %           |  |
| -------------- | ---------------------------- | ----------------- | ------------ | ------------ | ----------- | ----------- |  |
|                | Jean Le Garrec sortant réélu | PS                | 12 162       | 30,45        | 22 426      | 64,19       |  |
|                | Marion Auffray               | FN                | 7 146        | 17,89        | 12 511      | 35,81       |  |
|                | Christian Hutin              | Pôle républicain  | 6 841        | 17,13        |             |             |  |
|                | Hélène Surgers               | UMP               | 4 538        | 11,36        |             |             |  |
|                | Patrick Lorant               | MNR               | 1 776        | 4,45         |             |             |  |
|                | Michel Szalkiewicz           | CPNT              | 1 453        | 3,64         |             |             |  |
|                | Laure Bourel                 | LO                | 1 071        | 2,68         |             |             |  |
|                | Marie-Paule Larcy-Debril     | Divers droite     | 1 071        | 2,68         |             |             |  |
|                | Danielle Veignie             | PCF               | 988          | 2,47         |             |             |  |
|                | Nicole Grassien              | Les Verts         | 954          | 2,39         |             |             |  |
|                | Annick Roseau                | Divers écologiste | 608          | 1,52         |             |             |  |
|                | Antonio Molfese              | LCR               | 546          | 1,37         |             |             |  |
|                | Corinne Lepolard             | Divers            | 479          | 1,2          |             |             |  |
|                | Jean-Claude Moret            | Extrême gauche    | 174          | 0,44         |             |             |  |
|                | Monique Stegner              | Divers écologiste | 133          | 0,33         |             |             |  |
|                |                              |                   |              |              |             |             |  |
| Inscrits       | Inscrits                     | Inscrits          | 69 728       | 100,00       | 69 727      | 100,00      |  |
| Abstentions    | Abstentions                  | Abstentions       | 28 643       | 41,08        | 31 743      | 45,52       |  |
| Votants        | Votants                      | Votants           | 41 085       | 58,92        | 37 984      | 54,48       |  |
| Blancs et nuls | Blancs et nuls               | Blancs et nuls    | 1 145        | 2,79         | 3 047       | 8,02        |  |
| Exprimés       | Exprimés                     | Exprimés          | 39 940       | 97,21        | 34 937      | 91,98       |  |

Le suppléant de Jean Le Garrec était Roméo Ragazzo, conseiller général du canton de Grande-Synthe, maire de Fort-Mardyck, retraité de l'Education Nationale.

### Élections de 2007
| Candidat       | Candidat            | Parti          | Premier tour | Premier tour | Second tour | Second tour |  |
| Candidat       | Candidat            | Parti          | Voix         | %            | Voix        | %           |  |
| -------------- | ------------------- | -------------- | ------------ | ------------ | ----------- | ----------- |  |
|                | Christian Hutin élu | MRC            | 13 884       | 37,08        | 23 448      | 63,95       |  |
|                | Jacqueline Gabant   | UMP            | 8 677        | 23,17        | 13 219      | 36,05       |  |
|                | Léon Panier         | Divers gauche  | 3 681        | 9,83         |             |             |  |
|                | Yannick Le Floc'h   | FN             | 2 879        | 7,69         |             |             |  |
|                | Gilles Willeman     | PCF            | 1 355        | 3,62         |             |             |  |
|                | Pilar Surgers       | UDF–MoDem      | 1 279        | 3,42         |             |             |  |
|                | Sylvain Madacsi     | LCR            | 1 230        | 3,29         |             |             |  |
|                | Patrick Lebrun      | CPNT           | 1 008        | 2,69         |             |             |  |
|                | Martine Beuraert    | Les Verts      | 850          | 2,27         |             |             |  |
|                | Laure Bourel        | LO             | 833          | 2,22         |             |             |  |
|                | Maurice Hernoult    | LT-LNÉ         | 617          | 1,65         |             |             |  |
|                | Muriel Montero      | NC             | 520          | 1,39         |             |             |  |
|                | Roger Cuvelier      | MNR            | 388          | 1,04         |             |             |  |
|                | Jeannine Gall       | Divers         | 241          | 0,64         |             |             |  |
|                |                     |                |              |              |             |             |  |
| Inscrits       | Inscrits            | Inscrits       | 70 350       | 100,00       | 70 349      | 100,00      |  |
| Abstentions    | Abstentions         | Abstentions    | 31 368       | 44,59        | 31 793      | 45,19       |  |
| Votants        | Votants             | Votants        | 38 982       | 55,41        | 38 556      | 54,81       |  |
| Blancs et nuls | Blancs et nuls      | Blancs et nuls | 1 540        | 3,95         | 1 889       | 4,9         |  |
| Exprimés       | Exprimés            | Exprimés       | 37 442       | 96,05        | 36 667      | 95,1        |  |